# León (kommun)
León är en kommun i Mexiko.   Den ligger i delstaten Guanajuato, i den centrala delen av landet, 300 km nordväst om huvudstaden Mexico City. Arean är 1 220 kvadratkilometer. León gränsar till Guanajuato.
Terrängen i León är kuperad norrut, men söderut är den platt.
Följande samhällen finns i León:
- León de los Aldama
- Centro Familiar la Soledad
- La Ermita
- Medina
- Duarte
- Rizos de la Joya
- Plan Guanajuato
- Santa Ana
- Colonia Latinoamericana
- Fraccionamiento Paseo de las Torres
- Ladrilleras del Refugio
- Ejido la Joya
- Lucio Blanco
- San José de Durán
- Fraccionamiento Paraíso Real
- San Antonio de los Tepetates
- Malagana
- Nuevo Lindero
- El Ramillete
- San Pedro del Monte
- Albarradones
- San Isidro de las Colonias
- Rivera del Carmen
- La Santa Cruz
- Lomas de la Loza
- Arboledas de los López Primera Sección
- Las Coloradas
- La Esmeralda
- Real de la Joya
- Rústico San Pedro
- Lomas de Comanjilla
- Cristo Rey
- Lagunillas
- Noria de Septién
- El Penitente
- Ignacio Zaragoza
- Colonia de los Sauces
- Rancho Nuevo de la Venta
- La Luz
- Lomas del Suspiro
- Estación Trinidad
- Fraccionamiento Lomas del Refugio
- Jesús María
- El Nacimiento
- Valle de las Flores
- Colonia Nuevo Progreso
- Valle Nuevo
- Fraccionamiento los Laureles
- Los Olivos
- Escondida de la Selva
- La Correa
- Bajío de Bolas Blancas
- Mesa de Ibarrilla
- El Terrero
- Las Cinco Llagas
- Villas del Campo Uno
- Colonia Zarcihuiles
- La Falda del Picacho
- Refugio de Rosas
- San José de Barrón
- El Cuije
- Los Álamos
- Lomas San José de la Joya
- San Isidro
- Granjas Económicas
- San Antonio de Padua
- Miguel Hidalgo Dos
- Las Delgadas Cinco
- Saucillo de Ávalos
- Ninguno Las Ladrilleras
- Colonia Vista Aero
- El Trébol
- Cuesta Blanca
- Las Tablas de Santa Rosa
- Piedra Blanca
- Camino a los Pirules
- Peñuelas
- La Cieneguita
- Rancho de Abajo
- Siglo XXI
- La Cantera
- Los Vallejo
- El Chepinque
- Corral de Piedra
- El Alto de las Carreras
- La Floresta
- Campestre el Rodeo
- Sauz Seco